# Déou
Déou è un dipartimento del Burkina Faso classificato come comune, situato nella provincia di Oudalan, facente parte della Regione del Sahel.
Il dipartimento si compone del capoluogo e di altri 13 villaggi: Boukessi, Dibissi, Férério, Gandafabou-Guelgobé, Gandafabou-Kelwélé, Gargassa, Gountawola, Gountouré-Gnégné, Gountouré-Kiri, Kitagou, Saba, Tiofa e Tountré-Poli.